# Lopaphus lampethusa
Lopaphus lampethusa is een wandelende tak uit de familie Lonchodidae. De wetenschappelijke naam van deze soort is voor het eerst voorgesteld als Necroscia lampethusa door John Obadiah Westwood in een publicatie uit 1859.
De soort komt voor op Borneo en enkele kleinere nabijgelegen eilanden.